# رافائيل سوببسيبا
رافائيل سوببسيبا (بالهولندية: Raphael Supusepa)‏ هو لاعب كرة قدم هولندي، ولد في 12 أغسطس 1978 في Wormerveer ‏ في هولندا.